# Fernando Navarrete Porta
Fernando Navarrete Porta (La Corunya, 1939) és un realitzador de televisió espanyol.

## Biografia
Després de cursar estudis de Ciències Químiques a la Universitat de Madrid i exercir com a Químic del Vidre, al juny de 1966 es va diplomar en Realització mitjançant un curs organitzat per Televisió espanyola. El 1973 accedia al títol de Tècnic de radiodifusió, Especialista en Emissions i Producció Titulat.
Des de 1967, i al llarg de quatre dècades ha prestat els seus serveis en TVE i en menor mesura en altres cadenes (Antena 3, Telecinco, Televisió de Galícia, Canal Sur…) realitzant desenes de programes de tota mena, però especialment espais d'entreteniment.
Entre ells destaquen els programes de varietats que va conduir José María Íñigo en els anys setanta: El cèlebre Estudio abierto (1970), i també Directísimo (1975), Esta noche...fiesta (1976-1977) i Fantástico (1978-1980); l'espai sobre seguretat viària La segunda oportunidad (1978), amb Paco Costas; els concursos Lápiz y papel (1981), amb José Carabias, Furor (1998), amb Alonso Caparrós, Trato hecho (1999), amb Bertín Osborne i Audacia (2000), amb Jordi Estadella; Encuentros en libertad (1982), programa sobre economia; Superstar (1983) i Los domingos por Norma (1992), ambdós amb Norma Duval; Viva el espectáculo (1990), amb Concha Velasco; Así es la vida (1993), amb Carlos Herrera, Moranquíssimo (2004), amb Los Morancos, etc.
Membre de la Junta Directiva de l'Acadèmia de les Ciències i les Arts de Televisió d'Espanya des de setembre de 2006. Al febrer de 2008 va ser el realitzador dels debats electorals celebrats entre els candidats a la Presidència del Govern José Luis Rodríguez Zapatero i Mariano Rajoy. Va codirigir així mateix el debat de 2015. Des de juny de 2012 és membre del consell d'administració de RTVE, a proposta del PP.
EL 2018 va rebre el Premi a Tota Una Vida de la revista "Panorama".

## Premis
- Premis Ondas 1977.[6]